# Pareremus camerani
Pareremus camerani är en insektsart som först beskrevs av Griffini 1893.  Pareremus camerani ingår i släktet Pareremus och familjen Gryllacrididae. Inga underarter finns listade i Catalogue of Life.